# Гунделен (река)
Гунделен — река в России, протекает по Кабардино-Балкарии. Устье реки находится в 84 км по левому берегу реки Баксан. Длина реки составляет 21 км, площадь водосборного бассейна 595 км².
Берёт начало при слиянии рек Урды и Тызыл. Высота истока — 1011,7 м над уровнем моря. Высота устья около 730,6 м над уровнем моря.

## Данные водного реестра
По данным государственного водного реестра России относится к Западно-Каспийскому бассейновому округу, водохозяйственный участок реки — Баксан, без реки Черек. Речной бассейн реки — реки бассейна Каспийского моря междуречья Терека и Волги.
Код объекта в государственном водном реестре — 07020000712108200004635.